# Bulbophyllum endotrachys
Bulbophyllum endotrachys là một loài phong lan thuộc chi Bulbophyllum.